# 溪生战役
溪生战役，美军代号为“苏格兰行动”（Operation Scotland）和“飞马行动”（Operation Pegasus），是越南战争中爆发于越南共和国（南越）广治省西北部的一次大规模战役，时间为1968年1月到4月间。在此战役中，两个整师约1万7千人规模的越南人民军部队在重炮、迫击炮和火箭炮支援下猛烈围攻了由美國第3海軍陸戰遠征軍一个整编团和一个临时组编的团共约6千人和小部越南共和国陆军驻守的溪生作戰基地。
溪生基地位于北纬17度南北越分界线以南约30公里的一处高地，距越南-老挝边境19公里，距老挝境内胡志明小道的最大运输站“车邦”约40公里。越南人民军主要目的希望能占领这个基地，以消除其对北越通往南越运输线的威胁；次要目的在两个师进攻溪山基地的同时，以另两个师在溪山基地补给线9号公路设伏，试图伏击援军，希望取得战术胜利。因此溪山战役成为北越人民军继1965年德浪河谷戰役以来最大的一次以正规军与美军正面交锋。
美军以“不成为又一个奠边府”，通过公众媒体向国内高调宣传溪山战役，并完全依靠大规模空中运输补充战斗人员和补给坚守基地，以及提供优势空中火力支援。同时，不急于从陆上增援溪山，而先以直升机机降部队和地面部队扫荡溪山基地外围的越军；越军伏击部队未能达到伏击援军目的，而与美军机降部队和地面部队正面交战，并分出约6千人支援对溪山的进攻。
激战77天后，越南人民军仍未能攻下溪山基地，虽成功阻截了美军地面增援部队达2个半月，却未能达成伏击援军取得战术胜利的目的，相反付出大量伤亡；越军在美军增援部队打通地面交通线前主动退出战斗，改回以游击战小规模频繁袭击溪山基地补给线。至7月，美军认为已达到不成为另一个奠边府的目的；且自4月以来，为维持溪山基地补给线与越军游击部队频繁交火，伤亡不断；最终不顾坚守溪山基地的海军陆战远征军官兵反对，也主动放弃了基地。美军撤退中摧毁了基地，留下废弃的高地被越南人民军占领。

## 媒體

### 電影
- 在柯恩兄弟導演的作品謀殺綠腳趾中，沃爾特·索布查克在他對唐尼的悼詞中對溪生戰役（Langdok和364高地）憑弔。
- 在史丹利·庫柏力克導演的作品金甲部隊中，當約翰泰瑞（洛克哈特中尉）報告他的手下在春節攻勢中受到北越軍和越共的攻擊時，他提到了“溪生即將遭到入侵”。
- 在湯姆·漢克演出的作品擋不住的奇蹟中，片尾貝斯手在戰場的表演。
- 在克林特·伊斯特伍德演出的作品伤心岭中曾提到主角从前的长官在溪生战役中阵亡。
- 在公共電視網的影集《戰場：越南（英语：Battlefield (TV series)）》,溪生戰役就有作出一整章的介紹。[24]
- 動漫<黑礁>中 羅貝爾特 西伯利亞的獵犬曾參與過的戰役。

### 电子游戏
- 在《戰地風雲：越南》，地圖「溪山攻防」。
- 在《戰地風雲：惡名昭彰2》中,有一張地圖叫做Cao Son Temple,有可能是模仿溪生戰役。
- 在《決勝時刻：黑色行動》的第五個任務中,稱為"S.O.G",以美方的觀點來描述這場戰役。
- 在《武裝行動2》中,胡蜂級兩棲突擊艦種類之一的直升機船塢登陸艦LHD-9就被稱為USS Khe Sanh